# Oberleitungsbus Saarbrücken
| Ein VETRA-O-Bus auf dem Bahnhofsvorplatz (1957) |       |                                                                         |                                                                         |
| Streckenlänge: | 23 km |                                                                         |                                                                         |
| |       |                                                                         |                                                                         |
| \| \| \| Hauptbahnhof \| \| \| \| Bahnhofstraße \| \| \| \| Wilhelm-Heinrich-Brücke \| \| \| \| Schlossplatz \| \| \| \| Talstraße \| \| \| \| Christ-König-Kirche \| \| \| \| Feldmannstraße \| \| \| \| Hohe Wacht \| \| \| \| 40er-Grab (die Schleife zum Bürgerhospital benutzte jeder zweite O-Bus) \| \| \| \| Bellevue \| \| \| \| Metzer Straße \| \| \| \| Heuduckstraße \| \| \| \| Ludwigsgymnasium \| \| \| \| Luisenbrücke \| \| \| \| Hauptbahnhof \| |       |                                                                         |                                                                         |
| U-Bahn-Kopfbahnhof Streckenanfang (Strecke außer Betrieb) |       | Hauptbahnhof                                                            | Hauptbahnhof                                                            |
| U-Bahn-Haltepunkt / Haltestelle (Strecke außer Betrieb) |       | Bahnhofstraße                                                           | Bahnhofstraße                                                           |
| U-Bahn-Haltepunkt / Haltestelle (Strecke außer Betrieb) |       | Wilhelm-Heinrich-Brücke                                                 | Wilhelm-Heinrich-Brücke                                                 |
| U-Bahn-Haltepunkt / Haltestelle (Strecke außer Betrieb) |       | Schlossplatz                                                            | Schlossplatz                                                            |
| U-Bahn-Haltepunkt / Haltestelle (Strecke außer Betrieb) |       | Talstraße                                                               | Talstraße                                                               |
| U-Bahn-Haltepunkt / Haltestelle (Strecke außer Betrieb) |       | Christ-König-Kirche                                                     | Christ-König-Kirche                                                     |
| U-Bahn-Haltepunkt / Haltestelle (Strecke außer Betrieb) |       | Feldmannstraße                                                          | Feldmannstraße                                                          |
| U-Bahn-Haltepunkt / Haltestelle (Strecke außer Betrieb) |       | Hohe Wacht                                                              | Hohe Wacht                                                              |
| U-Bahn-Haltepunkt / Haltestelle (Strecke außer Betrieb) |       | 40er-Grab (die Schleife zum Bürgerhospital benutzte jeder zweite O-Bus) | 40er-Grab (die Schleife zum Bürgerhospital benutzte jeder zweite O-Bus) |
| U-Bahn-Haltepunkt / Haltestelle (Strecke außer Betrieb) |       | Bellevue                                                                | Bellevue                                                                |
| U-Bahn-Haltepunkt / Haltestelle (Strecke außer Betrieb) |       | Metzer Straße                                                           | Metzer Straße                                                           |
| U-Bahn-Haltepunkt / Haltestelle (Strecke außer Betrieb) |       | Heuduckstraße                                                           | Heuduckstraße                                                           |
| U-Bahn-Haltepunkt / Haltestelle (Strecke außer Betrieb) |       | Ludwigsgymnasium                                                        | Ludwigsgymnasium                                                        |
| U-Bahn-Haltepunkt / Haltestelle (Strecke außer Betrieb) |       | Luisenbrücke                                                            | Luisenbrücke                                                            |
| U-Bahn-Kopfbahnhof Streckenende (Strecke außer Betrieb) |       | Hauptbahnhof                                                            | Hauptbahnhof                                                            |

Der Oberleitungsbus Saarbrücken war der Oberleitungsbus-Betrieb der saarländischen Landeshauptstadt Saarbrücken. Die Oberleitungsbusse wurden im Volksmund auch „Trolleybusse“ genannt.

## Geschichte
Der Oberleitungsbus Saarbrücken wurde am 12. November 1948 als Ergänzung zur örtlichen Straßenbahn eröffnet und von der Gesellschaft für Straßenbahnen im Saartal (GSS) betrieben. Die erste O-Bus-Linie 21 führte vom Hauptbahnhof über die Luisenbrücke und den Schlossplatz bis zur Hohen Wacht. Sie ersetzte damit Teile der Straßenbahnlinie 15. Der Oberleitungsbus ersetzte 1948 die Straßenbahnlinie 15 und im Jahr 1953 die Straßenbahnlinie 10, die Riegelsberger Linie, die von der Gesellschaft Straßenbahn St.-Johann–Riegelsberg–Heusweiler betrieben wurde.
Der Niedergang der Oberleitungsbusse begann mit dem Anschluss des Saarlandes an die Bundesrepublik Deutschland 1957. Da die Steuergesetze der Bundesrepublik galten, musste für die Oberleitungsbusse eine Straßennutzungsgebühr entrichtet werden, die die Fahrten verteuerte. Mit dem Beitritt zur Bundesrepublik sank dagegen der Spritpreis, so dass vermehrt Dieselbusse eingesetzt wurden und so mehrere Linien ersetzt werden konnten. Am 12. Mai 1964, ein Jahr vor der letzten Straßenbahnlinie, wurde der O-Bus-Verkehr eingestellt und durch Omnibusse ersetzt.

## Betrieb
Für den Betrieb standen zu Beginn fünf und bei Einstellung siebzehn O-Busse zur Verfügung. Das Verkehrsmittel galt damals sowohl kostengünstiger als die Straßenbahn als auch im Vergleich zum zeitgleich eingeführten Omnibus, der mit dem im Saarland teuren Dieselkraftstoff betrieben wurde. Damals konnten die Oberleitungsbusse günstig von der Firma Vétra aus Frankreich bezogen werden. Sie boten offiziell Platz für 75 bis 80 Fahrgäste, waren jedoch oft wesentlich stärker besetzt.
Zeitweise wurden bis zu acht Millionen Fahrgäste jährlich befördert.
Nur noch wenige Relikte erinnern an den O-Bus. Die bei der Einstellung vorhandenen O-Busse wurden alle verschrottet. Am 40er-Grab stehen noch Oberleitungsmasten, ebenso wie in nahegelegenen Straßen, die der O-Bus befuhr. Sie dienen meistens den Straßenbeleuchtungen.